# Csehszlovák labdarúgókupa
A Csehszlovák Kupa (csehül: Československý pohár) a legrangosabb nemzeti kupa volt Csehszlovákiában. 1960-ban alakult, és 1993-ban szűnt meg, amikor az olszág szétbomlott Csehországra és Szlovákiára.
A kupa sorsa a Cseh Kupa és a Szlovák Kupa győztese közt dőlt el. A Sparta Praha és a Dukla Praha voltak a legsikeresebb klubok 8-8 sikerrel. A cseh csapatok összesen 19, míg a szlovák csapatok 15 alkalommal emelhették fel a kupát.
A kupa elődei a nem hivatalos tornák voltak, amelyekeket az 1950–51-es, az 1951–52-es, az 1955-ös és az 1959–60-as szezonban játszottak.

## Döntők
| Év      | Győztes                    | Dátum              | Stadion                         | Párosítás                              | Eredmény                        |
| 1960–61 | Dukla Praha (Č)            | 1961. december 3.  | Stadion míru, Olomouc           | Dukla Praha - Dynamo Žilina            | 3–0                             |
| 1961–62 | Slovan Bratislava (S)      | 1962. december 2.  | Gottwaldov                      | Dukla Praha - Slovan Bratislava        | 1–1                             |
| 1961–62 | Slovan Bratislava (S)      | 1963. július 17.   | Stadion Jana Švermy, Brno       | Slovan Bratislava - Dukla Praha        | 4–1                             |
| 1962–63 | Slovan Bratislava (S)      | 1963. július 27.   | Stadion primátora Vacka, Prága  | Dynamo Praha - Slovan Bratislava       | 0–0                             |
| 1962–63 | Slovan Bratislava (S)      | 1963. július 31.   | Tehelné Pole, Pozsony           | Slovan Bratislava - Dynamo Praha       | 9–0                             |
| 1963–64 | Spartak Praha Sokolovo (Č) | 1964. május 20.    | Stadion Jana Švermy, Brno       | Spartak Praha Sokolovo - VSS Košice    | 4–1                             |
| 1964–65 | Dukla Praha (Č)            | 1965. július 27.   | Letná Stadium, Prága            | Dukla Praha - Slovan Bratislava        | 0–0 5–3 (tizenegyesekkel)       |
| 1965–66 | Dukla Praha (Č)            | 1966. május 4.     | Eperjes                         | Tatran Prešov - Dukla Praha            | 1–2                             |
| 1965–66 | Dukla Praha (Č)            | 1966. június 1.    | Stadion Juliska, Prága          | Dukla Praha - Tatran Prešov            | 4–0                             |
| 1966–67 | Spartak Trnava (S)         | 1967. június 21.   | Stadion primátora Vacka, Prága  | Sparta Praha - Spartak Trnava          | 4–2                             |
| 1966–67 | Spartak Trnava (S)         | 1967. június 28.   | Trnava                          | Spartak Trnava - Sparta Praha          | 2–0                             |
| 1967–68 | Slovan Bratislava (S)      | 1968. június 5.    | Stadion Juliska, Prága          | Dukla Praha - Slovan Bratislava        | 1–0                             |
| 1967–68 | Slovan Bratislava (S)      | 1968. június 26.   | Tehelné Pole, Pozsony           | Slovan Bratislava - Dukla Praha        | 2–0                             |
| 1968–69 | Dukla Praha (Č)            | 1969. június 18.   | Pardubice                       | VCHZ Pardubice - Dukla Praha           | 1–1                             |
| 1968–69 | Dukla Praha (Č)            | 23.6.1969          | Stadion Juliska, Prága          | Dukla Praha - VCHZ Pardubice           | 1–0                             |
| 1969–70 | TJ Gottwaldov (Č)          | 1970. július 29.   | Tehelné Pole, Pozsony           | Slovan Bratislava - TJ Gottwaldov      | 3–3                             |
| 1969–70 | TJ Gottwaldov (Č)          | 1970. augusztus 2. | Gottwaldov                      | TJ Gottwaldov - Slovan Bratislava      | 0–0 4–3 (tizenegyesekkel)       |
| 1970–71 | Spartak Trnava (S)         | 1971. június 27.   | Štruncovy sady, Pilsen          | Škoda Plzeň - Spartak Trnava           | 1–2                             |
| 1970–71 | Spartak Trnava (S)         | 1971. június 30.   | Trnava (S)                      | Spartak Trnava - Škoda Plzeň           | 5–1                             |
| 1971–72 | Sparta Praha (Č)           | 1972. augusztus 1. | Tehelné Pole, Pozsony           | Slovan Bratislava - Sparta Praha       | 1–0                             |
| 1971–72 | Sparta Praha (Č)           | 1972. augusztus 5. | Letná Stadium, Prága            | Sparta Praha - Slovan Bratislava       | 4–3 h. u. 4–3 (tizenegyesekkel) |
| 1972–73 | Baník Ostrava (Č)          | 1973. május 9.     | Kassa                           | VSS Košice - Baník Ostrava             | 2–1                             |
| 1972–73 | Baník Ostrava (Č)          | 1973. május 30.    | Bazaly, Ostrava                 | Baník Ostrava - VSS Košice             | 3–1                             |
| 1973–74 | Slovan Bratislava (S)      | 1974. június 21.   | Stadion primátora Vacka, Prága  | Slavia Praha - Slovan Bratislava       | 1–0                             |
| 1973–74 | Slovan Bratislava (S)      | 1974. június 25.   | Tehelné Pole, Pozsony           | Slovan Bratislava - Slavia Praha       | 1–0 h. u. 4–3 (tizenegyesekkel) |
| 1974–75 | Spartak Trnava (S)         | 1975. június 2.    | Trnava                          | Spartak Trnava - Sparta Praha          | 3–1                             |
| 1974–75 | Spartak Trnava (S)         | 1975. június 18.   | Letná Stadium, Prága            | Sparta Praha - Spartak Trnava          | 0–1                             |
| 1975–76 | Sparta Praha (Č)           | 1976. június 24.   | Letná Stadium, Prága            | Sparta Praha - Slovan Bratislava       | 3–2                             |
| 1975–76 | Sparta Praha (Č)           | 1976. június 27.   | Tehelné Pole, Pozsony           | Slovan Bratislava - Sparta Praha       | 0–1                             |
| 1976–77 | Lokomotíva Košice (S)      | 1977. május 9.     | Letná Stadium, Prága            | Lokomotíva Košice - Sklo Union Teplice | 2–1                             |
| 1977–78 | Baník Ostrava (Č)          | 1978. május 9.     | Tehelné Pole, Pozsony           | Baník Ostrava - Jednota Trenčín        | 1–0                             |
| 1978–79 | Lokomotíva Košice (S)      | 1979. május 9.     | Letná Stadium, Prága            | Lokomotíva Košice - Baník Ostrava      | 2–1                             |
| 1979–80 | Sparta Praha (Č)           | 1980. május 7.     | Tehelné Pole, Pozsony           | Sparta Praha - ZŤS Košice              | 2–0                             |
| 1980–81 | Dukla Praha (Č)            | 1981. május 6.     | Letná Stadium, Prága            | Dukla Praha - Dukla Banská Bystrica    | 0–0 h. u. 4–2 (tizenegyesekkel) |
| 1981–82 | Slovan Bratislava (S)      | 1982. május 8.     | Tehelné Pole, Pozsony           | Slovan Bratislava - Bohemians Praha    | 4–1                             |
| 1982–83 | Dukla Praha (Č)            | 1983. május 15.    | Stadion Evžena Rošického, Prága | Dukla Praha - Slovan Bratislava        | 2–1                             |
| 1983–84 | Sparta Praha (Č)           | 1984. május 24.    | Tehelné Pole, Pozsony           | Sparta Praha - Inter Bratislava        | 4–2                             |
| 1984–85 | Dukla Praha (Č)            | 1985-. június 23.  | Stadion Na Litavce, Příbram     | Dukla Praha - Lokomotíva Košice        | 3–2                             |
| 1985–86 | Spartak Trnava (S)         | 1986. június 22.   | Jolsva                          | Spartak Trnava - Sparta Praha          | 1–1 h. u. 4–3 (tizenegyesekkel) |
| 1986–87 | DAC Dunajská Streda (S)    | 1987. június 21.   | Kopřivnice                      | DAC Dunajská Streda - Sparta Praha     | 0–0 h. u. 3–2 (tizenegyesekkel) |
| 1987–88 | Sparta Praha (Č)           | 1988. június 19.   | Rózsahegy                       | Sparta Praha - Inter Bratislava        | 2–0                             |
| 1988–89 | Sparta Praha (Č)           | 1989. június 18.   | Stadion Ostroj Opava, Opava     | Sparta Praha - Slovan Bratislava       | 3–0                             |
| 1989–90 | Dukla Praha (S)            | 1990. május 13.    | Eperjes                         | Dukla Praha - Inter Bratislava         | 1–1 h. u. 5–4 (tizenegyesekkel) |
| 1990–91 | Baník Ostrava (Č)          | 1991. május 22.    | Frýdek-Místek                   | Baník Ostrava - Spartak Trnava         | 6–1                             |
| 1991–92 | Sparta Praha (Č)           | 1992. június 7.    | Tőketerebes                     | Sparta Praha - Tatran Prešov           | 2–1                             |
| 1992–93 | 1. FC Košice (S)           | 1993. június 6.    | Poštorná                        | 1. FC Košice - Sparta Praha            | 5–1                             |

## Győztesek
- Dukla Praha 8
- Sparta Praha 8 (tartalmazza a Spartak Sokolovo néven elért sikereket is)
- Slovan Bratislava 5
- Spartak Trnava 4
- Baník Ostrava 3
- Lokomotíva Košice 2
- DAC Dunajská Streda 1
- 1. FC Košice 1
- FC Tescoma Zlín 1 (TJ Gottwaldov néven)

## Lásd még
- Cseh labdarúgókupa
- Szlovák labdarúgókupa

## Külső hivatkozások
- Teljes tabellák az RSSSF-en